# Vielspaltiges Riccardimoos

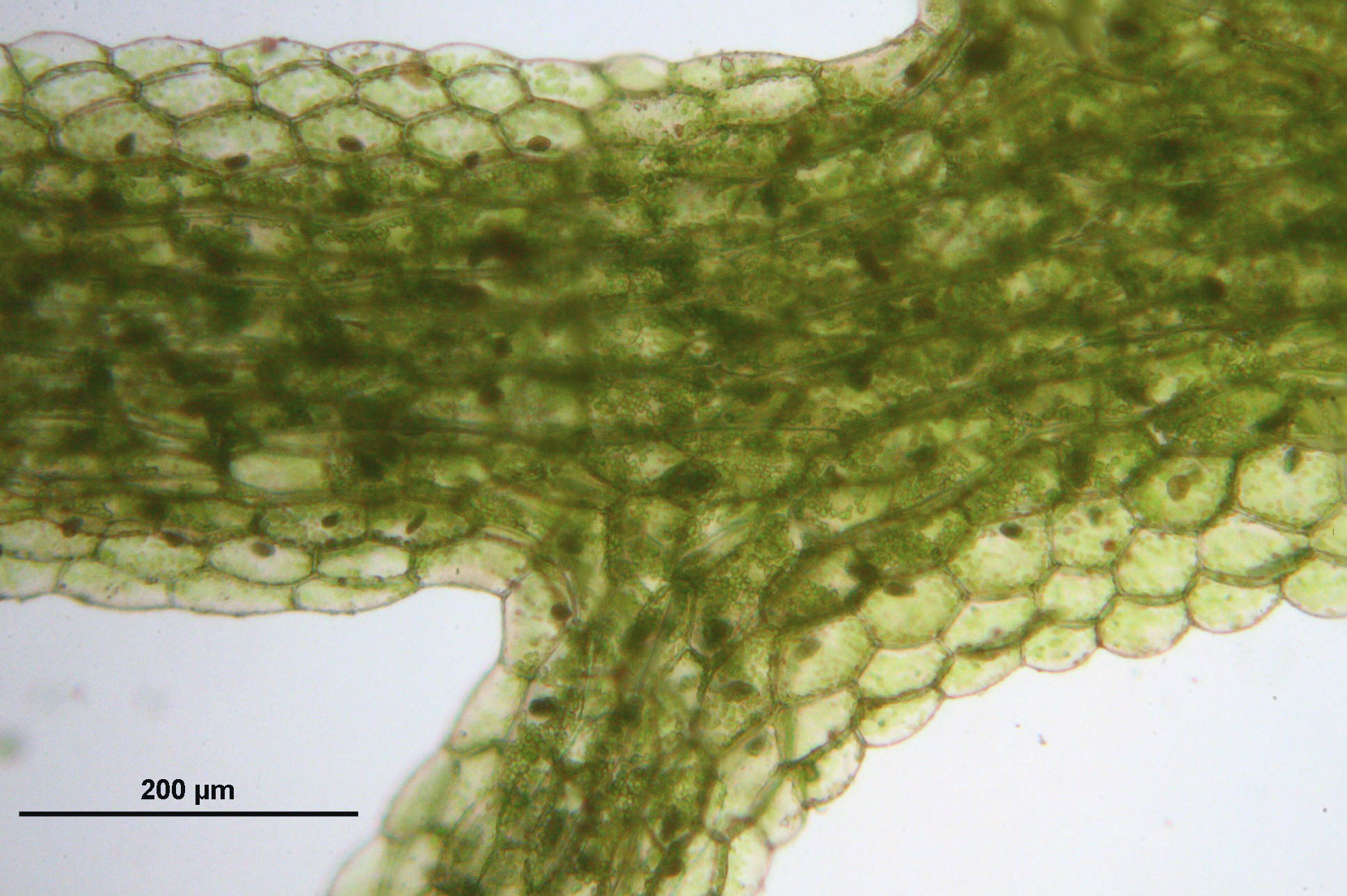
Thallus-Ausschnitt

Das Vielspaltige Riccardimoos (Riccardia multifida) ist ein thalloses Lebermoos. Ein Synonym ist Aneura multifida (L.) Dumort.

## Erkennungsmerkmale
Die Thalli sind blassgrün bis dunkelgrün oder braun (trocken schwarz), kriechend bis aufsteigend, ziemlich regelmäßig und dicht zwei- bis dreifach gefiedert und bis 3 Zentimeter lang. Die einzelnen Thallusäste sind linealisch-bandförmig, um 0,25 bis 1 Millimeter breit, im Querschnitt bikonvex, mit abgerundeten oder schwach ausgerandeten Spitzen. Die Thallusmitte ist etwa 3 bis 8 Zelllagen dick, die Ränder sind 2 bis 4 Zellreihen breit nur einschichtig und durchscheinend. Epidermiszellen sind kleiner als die Subepidermiszellen. Ölkörper sind nur in einem Teil der Thalluszellen vorhanden, je Zelle 1 oder 2, sie sind eiförmig und 15 bis 25 µm lang.
Die Pflanzen sind monözisch. Die Kalyptra ist keulenförmig und papillös, die Sporenkapsel dunkelbraun und gestreckt oval. Elateren sitzen an der Spitze der vier Kapselklappen. Sporen sind bräunlich, glatt und etwa 15 µm groß. Selten werden an den Thallusenden zweizellige, eiförmige Brutkörper gebildet.

## Verbreitung und Standortansprüche
Die weltweite Verbreitung umfasst Europa, Azoren, Kanarische Inseln, Madeira, Teile Asiens, Nord- und Südafrika, Amerika, Ozeanien. In Mitteleuropa kommt es verbreitet, jedoch nicht recht häufig von der Ebene bis in die subalpine Höhenstufe vor, schwerpunktmäßig in den Mittelgebirgen und Alpen.
Das konkurrenzschwache, pionierfreudige Lebermoos kommt an nassen bis feuchten, kalkarmen, basenreichen bis schwach sauren, schattigen bis lichtreichen Standorten vor und besiedelt hier Erde, quellige und moorige Stellen und nasse bis überrieselte Felsen. Die Wuchsorte sind Waldwege, Böschungen, Straßenränder, Gräben, Gewässerufer, Kies- und Tongruben, Sumpfwälder, Erlenbrüche und Niedermoore.